# Enzo Maraio
Vincenzo Maraio, detto Enzo (Polla, 28 ottobre 1978), è un politico italiano, dal 31 marzo 2019 segretario del Partito Socialista Italiano.

## Biografia
Nato a Polla (Salerno), figlio di Angelo, storico militante del Partito Socialista Italiano, cresce a Salerno, dove consegue il diploma di maturità nel 1997 presso il liceo classico e scientifico Francesco de Sanctis e la laurea magistrale alla facoltà di giurisprudenza presso l'Università degli Studi di Salerno nel 2001.
Nel 2004 consegue l'abilitazione alla professione forense, divenendo un avvocato, e nello stesso anno avvia il proprio studio legale.
Fin da giovanissimo ha abbracciato l'impegno politico, nel 2001 venne eletto segretario provinciale dei Giovani Socialisti di Salerno, divenendo membro della segreteria nazionale giovanile del partito per diversi anni.
Entrato a far parte delle direzioni regionale e nazionale del PSI, assunse numerose cariche nel partito: responsabile del Mezzogiorno e Coordinatore della Consulta degli Enti Locali, fino ad essere nominato Responsabile nazionale dell’Organizzazione.

### Assessore comunale di Salerno
Il 15 luglio 2006 diventa assessore con deleghe al turismo, beni culturali e portualità turistica nella giunta comunale di Salerno guidata dall'ex sindaco Vincenzo De Luca, venendo confermato in tale ruolo nel maggio 2011 con le deleghe allo sport e turismo e rimanendo in carica fino al 20 gennaio 2015. Tra il 2009 ed il 2012 è stato anche membro dell'ANCI Giovane sia a livello regionale che nazionale in Commissione cultura e turismo.
Alle elezioni politiche del 2006 e del 2008 si candida al Parlamento rispettivamente con la Rosa nel Pugno e col PSI, ma non viene eletto in entrambe le occasioni.

### Consigliere regionale della Campania
Alle elezioni regionali in Campania del 2010 si candida nella lista unica tra PSI e Sinistra Ecologia Libertà, a sostegno del candidato presidente del centro-sinistra, il sindaco di Salerno De Luca, ma è risultato tra i primi dei non eletti. Alle successive regionali campane del 2015 si ricandida nella lista del PSI, sempre nella coalizione del candidato di centro-sinistra, il sindaco uscente di Salerno De Luca, venendo eletto questa volta in consiglio regionale della Campania (con oltre 7.300 preferenze nella circoscrizione di Salerno) ed entra a far parte dell’Ufficio di Presidenza come segretario del consiglio regionale il 9 luglio; è componente della Commissione Bilancio e della Commissione speciale anticamorra e beni confiscati alla criminalità organizzata.
Collocandosi nella stessa area del segretario Riccardo Nencini, gli subentra come segretario nazionale, eletto per acclamazione in occasione del congresso straordinario del PSI del 31 marzo 2019 e successivamente nomina l'ex segretario Nencini come Presidente del Consiglio nazionale del partito al posto di Carlo Vizzini il 7 maggio 2019.
Sotto la sua segreteria il PSI si è dato l'obiettivo di costituire "una coalizione più ampia possibile che coinvolga tutte le forze riformiste, progressiste, ambientaliste, liberali, democratiche e laiche, affinché si metta in campo un fronte unico che fermi l’avanzata delle destre sovraniste e dei movimenti populisti".
A settembre 2019, in seguito ad un accordo tra Maraio e Matteo Renzi, il PSI forma con Italia Viva un gruppo parlamentare unico al Senato, scelta che viene duramente criticata da diversi esponenti storici del PSI come Rino Formica e Claudio Martelli.
Decide di non ricandidarsi al Consiglio regionale campano per le regionali del 2020, per dedicarsi interamente al suo ruolo di partito come segretario nazionale.

### Candidatura al Senato e all'Europarlamento
In vista delle elezioni politiche anticipate del 2022 porta il PSI ad aderire alla lista Partito Democratico - Italia Democratica e Progressista, con cui viene candidato al Senato della Repubblica tra le sue liste in quota PSI nel collegio plurinominale Lazio 01 in seconda posizione, risultando tuttavia non eletto.
In vista delle elezioni europee del 2024 Maraio presenta al Consiglio Nazionale del PSI riunitosi a Roma la sua relazione, con la quale aderisce alla lista Stati Uniti d'Europa di Emma Bonino e Matteo Renzi, costituita dal PSI insieme a Italia Viva, +Europa, Radicali italiani, L’Italia C’è e i Liberali Democratici Europei, che viene approvata all’unanimità, venendo candidato al Parlamento europeo come capolista nella circoscrizione Italia meridionale, raccogliendo circa 42.000 preferenze e piazzandosi al terzo posto ma, con il mancato superamento della soglia di sbarramento a livello nazionale (del 4%) della lista, non riesce ad essere eletto.
Nell'aprile del 2024 viene nominato dirigente presso il Gabinetto del Presidente della Regione Campania, scegliendo per ragioni di opportunità di prendere servizio solo alla conclusione delle elezioni europee. Nel luglio 2024 diventa quindi il capo della Rappresentanza istituzionale della Giunta regionale per le relazioni esterne a Roma e a Bruxelles.